# Spéos
Ne doit pas être confondu avec Hémispéos.
Les spéos sont des temples creusés dans la roche. Selon les légendes des lieux de cultes, l'endroit où le monument divin est creusé a été révélé par la divinité elle-même. Parmi les plus beaux exemples de spéos de l'Égypte antique, ceux d'Abou Simbel et celui de la déesse Pachet à Béni-Hassan.
La Nubie, région du Nord du Soudan au Sud de l’Égypte, est riche en temples rupestres, le plus célèbre est celui de Ramsès II à Abou-Simbel.